# Paulo Dybala
Paulo Exequiel Dybala (Laguna Larga, Córdoba, 15 de noviembre de 1993) es un futbolista argentino que juega como delantero en la A. S. Roma de la Serie A.

## Biografía
De ascendencia polaca su antepasado llegó exiliado a Argentina tras la Segunda Guerra Mundial. El padre de Paulo, Adolfo Dybala logró que Gustavo, el mayor,  jugara de enganche en las categorías inferiores de Gimnasia de La Plata. Sin embargo, Paulo fue quien tuvo éxito. En 2003  Adolfo recorría con su hijo, en un Vectra negro a gas de la familia, 50 minutos que separan Laguna Larga de Córdoba, a donde le llevaba a los infantiles de Instituto. Gracias a estos esfuerzos a los diez años, Paulo ingresó en las inferiores de Instituto de Córdoba, donde diversos entrenadores pronto notaron sus capacidades técnicas. Como no quiso abandonar su pueblo, Laguna Larga, hacía el viaje de ida y vuelta con su padre a la ciudad capital tres veces por semana. La vida de la Joya cambió en 2008 a sus quince años; cuando el cáncer trae la muerte de su padre. Luego de este hecho decidió volver por 6 meses al Club Atlético y Biblioteca Newell's Old Boys, el club de su pueblo, donde estuvo a préstamo por seis meses y ganó el campeonato de la quinta división. No obstante, más tarde aceptó el pedido de Instituto y regresó definitivamente a Córdoba. Como no tenía más a su padre que lo llevara se instaló en la pensión del club, ubicada en el predio La Agustina. A pesar de que el jugador cayó en depresión y tristeza pudo seguir jugando para cumplir el sueño de su padre.

## Trayectoria

### Instituto de Córdoba
Jugaba en las divisiones inferiores cuando, en 2011, Darío Franco lo llamó para integrar el plantel mayor en la temporada 2011-12 de la Primera B Nacional. En junio de ese año, River Plate había descendido por primera vez a la segunda división, por lo que la categoría iba a tener una cobertura inusitada. Dybala debutó el 12 de agosto por la primera fecha del torneo contra Huracán. En el partido, que su equipo ganó por 2:0, jugó de titular y fue reemplazado a los 72 minutos por Marcelo Bergese. El 20 de agosto, en un partido contra Aldosivi de Mar del Plata, marcó su primer gol, que puso el empate parcial 1:1 en un encuentro que terminó 2:2. En octubre, en un partido como visitante contra Atlanta, hizo su primer triplete, jugada que repitió el 27 de marzo de 2012 frente a Desamparados de San Juan.
A pesar de tener solo unos pocos partidos jugados, Dybala tuvo un muy buen desempeño y se convirtió en uno de los goleadores del torneo, por lo que la prensa especializada comenzó a hablar de él como una de las promesas del fútbol argentino.
A solo siete meses de su debut, Dybala superó varios récords de su club. Es el único jugador de Instituto en anotar dos tripletes en la misma temporada por torneos de la Asociación del Fútbol Argentino y su goleador más joven en campeonatos oficiales (con diecisiete años superó la marca que ostentaba Mario Kempes desde 1972, que logró a los dieciocho). Además, anotó por seis encuentros consecutivos (frente a Atlético Tucumán, Rosario Central, Patronato, Chacarita, Desamparados de San Juan y Defensa y Justicia), cuando la máxima serie goleadora era de cuatro, y convirtió el milésimo gol de Instituto en un encuentro ante Desamparados de San Juan.
Instituto logró la mejor campaña de su historia en la Primera B Nacional: con setenta puntos y diecinueve partidos invicto, ocupó el primer lugar en la tabla de posiciones durante todo el torneo. Tras perder 3 a 0 contra Ferro Carril Oeste. Sin embargo, debió jugar la promoción con San Lorenzo.
El encuentro de ida, disputado en el Estadio Juan Domingo Perón de Alta Córdoba, tuvo como ganador a San Lorenzo por 2:0, con dos goles del uruguayo Carlos Bueno. Esto y el resultado de vuelta en el Nuevo Gasómetro de Buenos Aires (1:1) condenaron a Instituto a seguir en la Primera B Nacional.
A mediados de 2013, Instituto de Córdoba lo reconoció como una de las Glorias del Club, junto con su excompañero Chiarini.

### U. S. C. Palermo
Por haber sido una de las figuras de la Primera B Nacional y el mejor jugador de su equipo, muchos clubes se interesaron en Dybala, pero finalmente lo compró por doce millones de euros el club italiano U. S. C. Palermo para disputar la temporada 2012-13 de la Serie A.

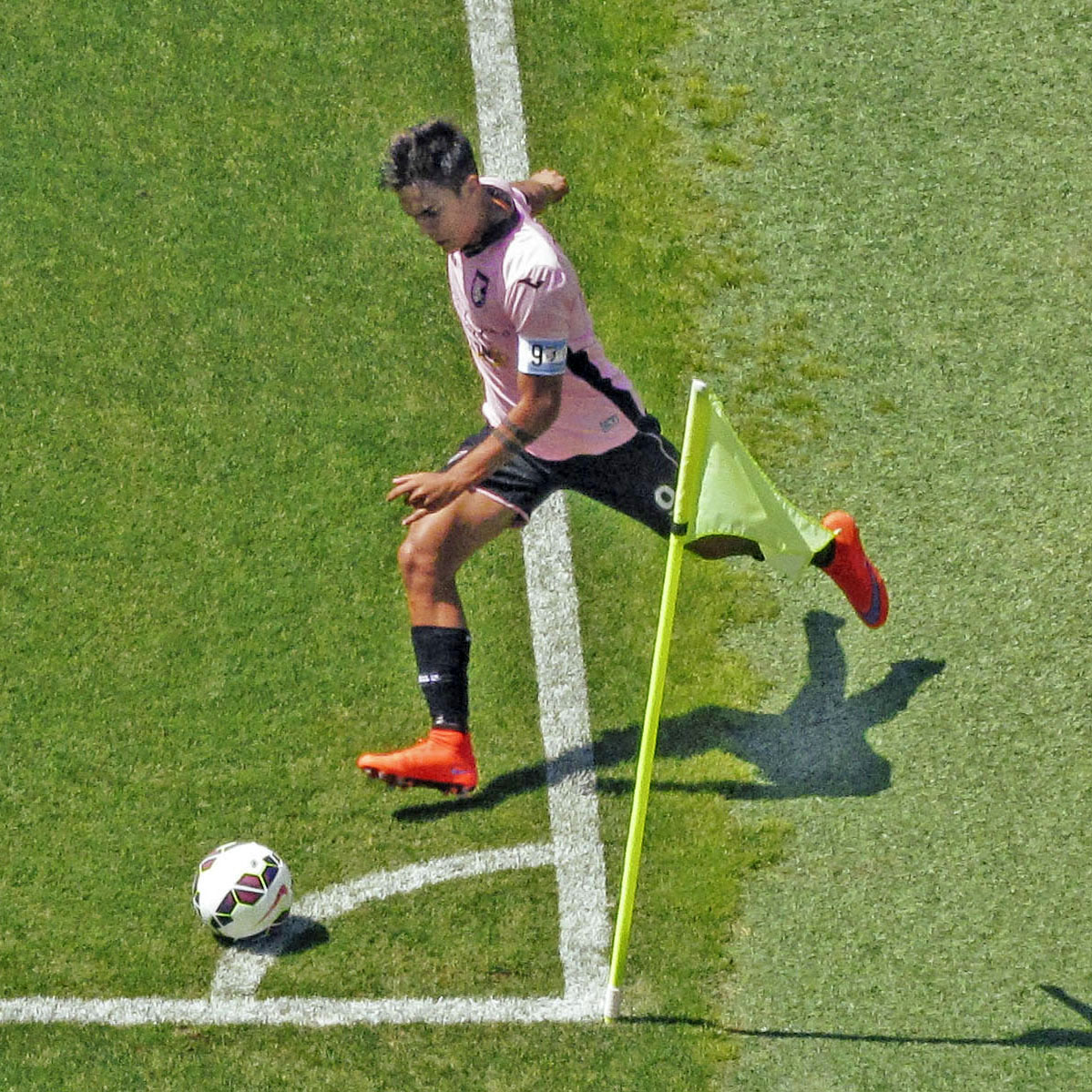
Dybala ejecutando un córner con el U.S.C Palermo

Juan Carlos Barrera, presidente de Instituto de Córdoba, confirmó que el grupo empresario liderado por el dueño del pase del jugador, Gustavo Mascardi, había vendido a Dybala al Palermo. Esto desató la furia de la comisión del club cordobés. A su vez, su titular, el secretario general José Theaux, manifestó que la decisión de la comisión directiva había sido otra y que nadie estaba "autorizado a viajar a Italia". Las disputas terminaron favoreciendo al club italiano y Zamparini dio por finalizada la transferencia. En 2014, la justicia argentina dictaminó una orden de allanamiento a Instituto con la sospecha de estafa por parte de Mascardi.
Debutó el 2 de septiembre, en un partido que su equipo perdió 3 a 0 ante Lazio. Entró a los 58 minutos por Fabrizio Miccoli. El 11 de noviembre, ante la Sampdoria, anotó sus dos primeros goles en un partido que terminó 2 a 0. El 19 de enero de 2013, contra la Lazio, convirtió su tercer gol, que puso una ventaja de 2 a 1. El partido terminó empatado 2 a 2. Sin embargo, al final de la temporada, el Palermo descendió a la Serie B.
El primer gol de Dybala en la temporada de 2013-2014 de la Serie B fue en el 2-1 contra el AS Bari por la fecha 27 del campeonato. El 3 de mayo de 2014, cinco fechas antes del final del torneo, el equipo siciliano volvió a la primera división tras derrotar a Novara por un tanto contra cero. Dybala y el ex-Belgrano Franco Vázquez fueron claves para el ascenso.
Dybala terminó la temporada con cinco goles en 27 partidos disputados.
El Palermo arrancó la pretemporada 2014-2015 el 20 de julio en un partido amistoso contra Alpe Adria que ganó 3 a 0 con un gol de Dybala. Dybala anotó un hat-trick al Al-Khor de Catar en el segundo partido, que terminó 4-0 gracias a un gol de Vázquez de penal.
El 31 de agosto, en la primera fecha de la Serie A 2014-15, el Palermo debutó como local contra UC Sampdoria en un empate 1-1. A los siete minutos de juego, Dybala puso en ventaja a su equipo con un gol tras un remate con la izquierda desde el centro del área. El 19 de octubre realizó su segundo gol, contra el Cesena. Hizo la jugada desde el córner con Vázquez, enganchando en el sector derecho del área grande y rematando de zurda al segundo palo. Eso puso el 1-0 parcial a favor de su equipo. El 2 de noviembre, en el estadio San Siro, tuvo una de sus actuaciones más destacadas en la temporada ante Milan por la fecha 10 y fue la gran figura del partido. Fue la pesadilla de la defensa y llegó al gol al superar con potencia al defensor colombiano Cristian Zapata. Puso así el 2-0 que le dio los tres puntos al Palermo.

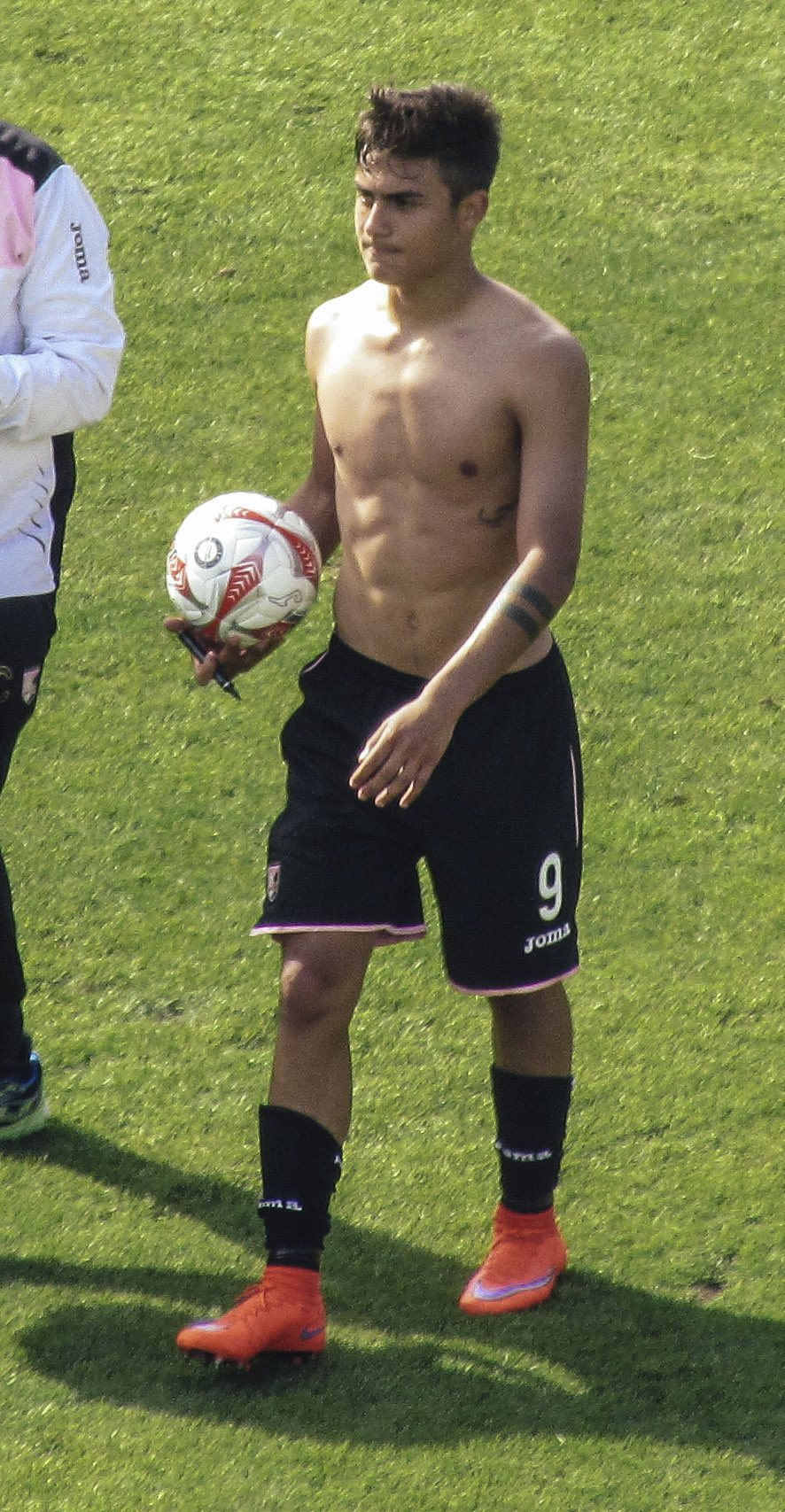
Dybala en su despedida del Palermo en 2015

El 9 de noviembre, en el partido en el estadio Renzo Barbera contra Udinese, Dybala logró el empate 1-1 con un gol de penal. El 24 de noviembre el Palermo visitó al Genoa en lo que sería un nuevo empate 1-1 con un gol de Dybala tras una jugada con Vázquez. En la fecha 13 ante el Parma F.C., Dybala marcó su cuarto gol consecutivo tras una asistencia del paraguayo Edgar Barreto. El club siciliano ganó por 2 a 0.
El 6 de diciembre, el Palermo se enfrentó al Torino en el Estadio Olímpico de Turín. Dybala asistió a Luca Rigoni en el primer gol y convirtió el segundo. Tras un excelente mitad del torneo con goles y asistencias, algunos equipos importantes de Europa, como el Arsenal de Inglaterra o el Borussia Dortmund de Alemania, comenzaban a tener en carpeta a Dybala. Además, Dybala fue seleccionado en el equipo ideal de la Serie A de Italia de 2014 por La Gazzetta dello Sport.
A principios de 2015, en la jornada 17, Dybala realizó su primer doblete en la temporada contra el Cagliari en la goleada 5-0 de su equipo. Anotó el primer gol desde el punto del penal y el segundo tras un pase de Vázquez. El 17 de enero, el Palermo tendría un duro cruce contra la AS Roma como local. A los dos minutos de juego, tras un pase que lo dejó solo contra el arquero, Dybala definió al palo izquierdo y anotó el 1:0 parcial. En la fecha 21, con un gol de tiro libre puso el empate parcial frente al Hellas Verona, que terminó perdiendo 2 a 1.
El 25 de mayo de 2015, Dybala jugó su último partido en el Palermo en una derrota ante Fiorentina. Fue capitán de su equipo y la hinchada lo despidió con una ovación.

### Juventus de Turín
A pesar de que la temporada con el Palermo no había terminado, distintos clubes europeos como Juventus, Roma, Inter, Chelsea y París Saint-Germain manifestaron interés por Dybala. Finalmente, lo compró la Juventus por 32 millones de euros, que podrían convertirse en 40, por cláusulas contractuales. Con este traspaso, Dybala se convirtió en el octavo futbolista argentino más caro de la historia.
El 14 de julio de 2015, fue presentado oficialmente. El club le dio el dorsal "21", usada anteriormente por jugadores como Andrea Pirlo y Zinedine Zidane.
En la presentación, Dybala declaró:

Este es un gran paso para mi carrera, donde espero crecer aún más y convertirme en un gran jugador. Me alegra saber que la Juve ha hecho una gran inversión por mí.

Uno de los motivos por los que quise venir es que me gusta vencer. Y este es el equipo perfecto para comenzar a hacerlo.

El 25 de julio, jugó 45 minutos como titular en un amistoso frente al Borussia Dortmund, en el que el cuadro italiano perdió 2-0. Cuatro días después, jugó su segundo partido amistoso con la Juventus, esta vez frente al Lechia Gdańsk de la Primera División de Polonia, donde asistió a su compañero Pogba desde un tiro de esquina. El 8 de agosto, Juventus jugó contra la SS Lazio por la Supercopa de Italia en el Estadio de Shanghái, China. El partido terminó en victoria por 2-0 a favor de los de Turín, con un aporte goleador de Dybala, quien ingresó en el segundo tiempo y marcó su primer tanto de manera oficial en el minuto 72. Luego, tras una asistencia de Pogba, Dybala remató desde el centro del área hacia el arco rival, sellando el resultado para la victoria de su equipo y sumar su primer título con el club.
El 15 de septiembre, debutó en la UEFA Champions League por el grupo D en reemplazo de Mario Mandžukić en lo que fue la victoria de su equipo por 1-2 ante el Manchester City. El 21 de noviembre la Juventus se impuso 1-0 al AC Milan en uno de los clásicos del fútbol local gracias a un tanto de Dybala, quien marcó en el complemento recibiendo una asistencia precisa de Alex Sandro. El 4 de diciembre, la Juventus consiguió su quinto triunfo seguido en la Serie A contra Lazio, por 2-0 como visitante, donde Dybala fue una de las grandes figuras y convirtió el segundo gol para los bianconeri.
El 16 de diciembre, ingresó en el segundo tiempo y anotó el tercer gol de su equipo en la goleada de la Vecchia Signora ante Torino FC por 4-0 en el derbi de Turín, en un partido correspondiente a los octavos de final de la Copa Italia. El 23 de febrero de 2016, Dybala anotó su primer gol en la Champions League en los octavos de final, ante Bayern Múnich. Al final de la temporada, con 19 goles, se estableció como el segundo máximo anotador de la Serie A. Dos meses después, declinó la oferta del Real Madrid, que había ofrecido unos 80 millones de euros.

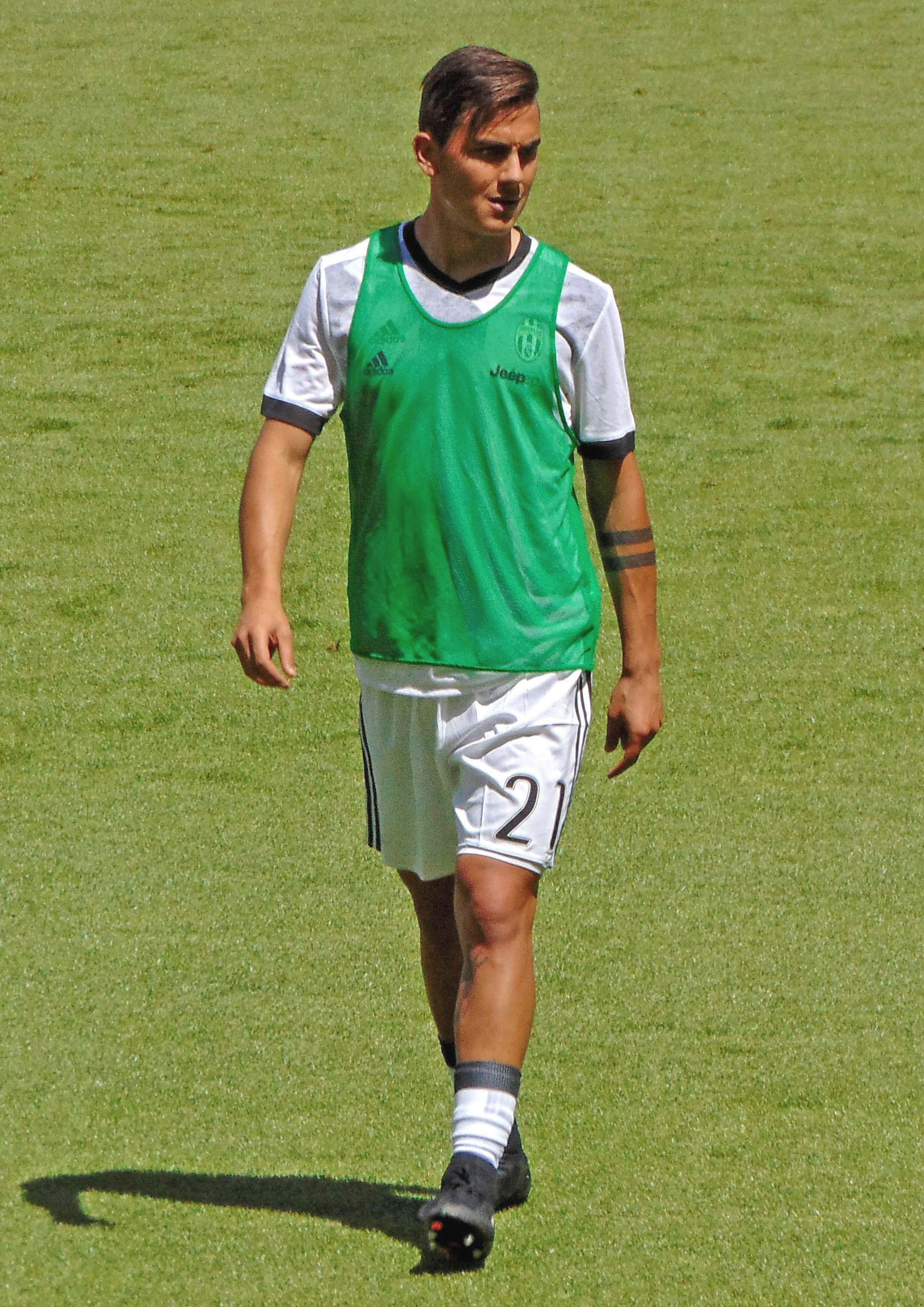
Dybala en el Juventus Stadium en 2017.

El 11 de abril de 2017, Dybala anotó dos goles en el encuentro por cuartos de final de la Champions League como local frente al Barcelona, que su equipo ganó 3 a 0. Dos días después, renovó por cinco temporadas con Juventus hasta el 30 de junio de 2022.
El 9 de agosto de 2017, antes del comienzo de la temporada de la Serie A, Juventus anunció que Dybala pasaría a usar el número 10 en su camiseta. El 26 de agosto, en un partido ante el Genoa en el Estadio Luigi Ferraris, la Joya marcó su primer hat-trick con un club italiano. Volvió a convertir por tres el 17 de septiembre, en un partido como visitante frente a Sassuolo. En agosto, fue uno de los candidatos al premio The Best, que otorga la FIFA al mejor jugador de la temporada. En octubre, la revista France Football lo incluyó en su lista de treinta nominados al Balón de Oro. El 19 de noviembre, Dybala convirtió un gol frente al Sampdoria, pero estuvo los cinco partidos siguientes sin anotar. El 30 de diciembre, volvió a ser titular después de tres partidos en el encuentro como visitante contra Hellas Verona en el que realizó un doblete.
El 1 de septiembre de 2018, Dybala hizo su aparición número 100 en la Serie A con la Juventus y entró como suplente en la segunda mitad en la victoria por 2-1 como visitante sobre el Parma Calcio 1913. El 2 de octubre de 2018, Dybala anotó un triplete en la victoria en casa por 3-0 sobre el BSC Young Boys en la Copa de Europa. En el siguiente partido de la fase de grupos de la Liga de Campeones de la Juventus el 23 de octubre de 2018, Dybala anotó el único gol del partido en la victoria a domicilio por 1-0 sobre Manchester City F. C.. Con la llegada de Cristiano Ronaldo, Dybala a menudo fue desplegado fuera de posición en un papel más profundo por el entrenador Massimiliano Allegri durante la temporada 2018-19, como resultado de este cambio de posición, además de las luchas por las lesiones y las dificultades con su entrenador, Dybala sufrió una pérdida de forma y su producción goleadora disminuyó significativamente, ya que logró marcar solo cinco goles en 30 partidos de liga y 10 goles en 42 partidos en todas las competiciones. Sin embargo, la Juventus logró retener el título de la Serie A.

Tras una decepcionante temporada 2018-2019, Dybala se vinculó inicialmente con movimientos a la Premier League, Manchester United y Tottenham Hotspur F. C., aunque finalmente permaneció con la Juventus durante la temporada 2019-2020. Aunque inicialmente no se esperaba que comenzara con el nuevo entrenador del club, Maurizio Sarri, finalmente entró en el primer once y marcó su primer gol de la temporada el 6 de octubre de 2019, en una victoria por 2-1 sobre sus rivales con el Inter de Milán, para ayudar a su equipo. En la final de la Copa Italia 2020-21 contra el S. S. C. Napoli el 17 de junio de 2020, tras un empate 0-0 en el tiempo reglamentario, Dybala falló el primer lanzamiento de penalti de la Juventus en la tanda de penaltis resultante y Alex Meret detuvo su disparo, Napoli finalmente ganó el partido 4-2 en los penales. Al final de la temporada, Dybala recibió el premio Serie A Awards para la temporada 2019-20. Terminó la campaña con 11 goles y 6 asistencias, ayudando a la Juventus a ganar su noveno título consecutivo. 

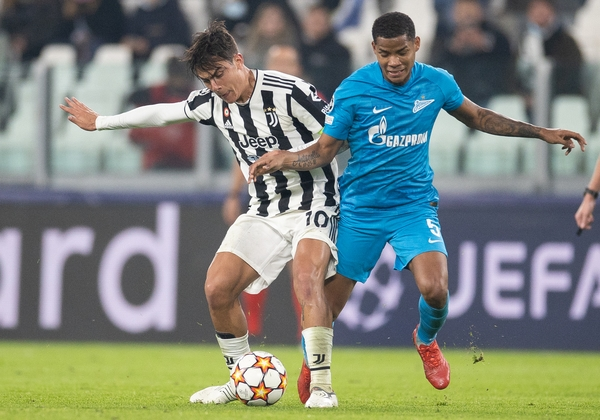
Dybala con la Juventus jugando la Liga de Campeones de la UEFA.

El 20 de octubre de 2020, Dybala hizo su primera aparición de la temporada en el partido inaugural de la Liga de Campeones de la Juventus, entrando como suplente en la segunda mitad en la victoria por 2-0 sobre el F. C. Dinamo de Kiev. El 4 de noviembre de 2020, Dybala marcó su primer gol de la temporada contra el Ferencváros TC en la victoria por 4-1 durante un partido de la fase de grupos de la Liga de Campeones de la UEFA 2020-21. Después de estar fuera durante meses debido a una lesión, Dybala regresó el 7 de abril de 2021, marcando el gol de la victoria por 2-1 sobre el Napoli. El 12 de mayo de 2021, marcó un gol en la victoria a domicilio por 3-1 sobre el U. S. Sassuolo Calcio, para alcanzar su gol número 100 con la Juventus en todas las competiciones, por lo que se convirtió en el primer jugador no europeo en hacerlo.
El 15 de mayo de 2022, Dybala anunció en su cuenta personal de Instagram dejaría la Juventus al final de la temporada. Dybala jugó su último partido con la Juventus el 16 de mayo de 2022 ante la S. S. Lazio, siendo sustituido por Martin Palumbo en el minuto 78, por lo que recibió una ovación de pie.

### AS Roma
Tras finalizar su vínculo con Juventus, el delantero cordobés decidió seguir en la Serie A, pero en este caso con AS Roma, equipo dirigido por José Mourinho y vigente campeón de la UEFA Conference League en ese entonces. Firmó contrato los Giallorossi hasta junio de 2025 y fue recibido por una multitud en la capital italiana. También rompió el récord de camisetas vendidas en 24 horas como nuevo jugador de un club en Italia, superando a Cristiano Ronaldo cuando fichó con Juventus. Marcaría sus primeros 2 goles contra el A.C Monza el 30 de agosto del 2022. Mostró un buen nivel en su primera mitad de temporada con su nuevo equipo, marcando 7 goles y dando 2 asistencias en 11 partidos, pero el 9 de octubre del 2022 ejecutando un penal contra el Lecce sufrió una lesión de muslo que casi lo deja afuera del Mundial Catar 2022, al cual pudo asistir con lo justo y terminó consagrándose campeón jugando unos minutos en la final y ejecutando el segundo penal de la tanda. Luego del Mundial regreso a su club para jugar lo que restaba de la temporada, donde mostró un gran nivel anotando 11 goles y dando 6 asistencias en 27 partidos, teniendo actuaciones destacadas como cuando lesionado convirtió un gol clave contra el Feyenoord para que su equipo pase a las semifinales de la UEFA Europa League. El 31 de mayo del 2023, pese a no estar recuperado de una lesión disputó 68' y marcó el gol de la Roma en la final de la  UEFA Europa League en la cual quedó subcampeón, tras empatar 1-1 y perder 4-1 por penales ante el Sevilla, quien se consagró por séptima vez en este torneo.
La primera parte de la temporada 23/24 tendría un desarrollo similar a la anterior, con lesiones varias, pero siendo pieza clave cuando jugaba, de esta forma marcó 4 goles y dio 6 asistencias en 15 partidos, siendo un partido destacado la goleada 7-0contra el FC Empoli. En la fecha 26 de la Serie A anotó un Triplete (séptimo en su carrera, primero como Giallorossi) en la victoria como local por 3-2 contra el Torino. Hoy disputándose la segunda mitad de la temporada lleva 11 goles y 3 asistencia en 17 partidos. 
A día de hoy es el 4.º máximo goleador argentino en la historia de la Serie A con 122 goles en 318 partidos.

## Selección nacional

### Sub-20
En 2011, Dybala fue convocado por Walter Perazzo para integrar la selección sub-20 de Argentina, que competiría tanto en el Mundial de Colombia de ese año como en los Juegos Panamericanos de Guadalajara, pero finalmente no quedó en los planteles definitivos.
A fines de 2012, Dybala fue convocado al Sudamericano sub-20 por Marcelo Trobbiani, pero el Palermo se negó a cederlo por considerar que no se trataba de un torneo oficial.

### Selección absoluta
En 2014, Antonio Conte intentó convencer a Dybala de aceptar una convocatoria a la selección italiana para sumarlo a la convocatoria con vistas al Mundial de 2014, la cual fue rechazada.
El 22 de septiembre de 2015, Dybala recibió su primera convocatoria a la selección mayor por Gerardo Martino, el entonces entrenador del combinado nacional, para los dos primeros partidos de la clasificación de Conmebol para la Copa Mundial de Fútbol de 2018, siendo citado en reemplazo de Gonzalo Higuaín. Tuvo su estrenó el 13 de octubre, en la segunda fecha frente a Paraguay, donde entró en el segundo tiempo en lugar de Carlos Tévez en un partido que terminó 0 a 0. Más adelante fue llamado para disputar otros dos encuentros por eliminatorias ante Brasil y Colombia, ingresando desde el banco de suplentes en el segundo. En Barranquilla convirtió un gol, pero se lo anularon incorrectamente por estar en posición adelantada.

Debutó como titular el 1 de septiembre de 2016, en un partido contra Uruguay en el estadio Malvinas Argentinas de la ciudad de Mendoza. Fue expulsado al final del primer tiempo con dos amarillas, lo que obligó a su equipo a seguir el partido con un jugador menos y le impidió jugar contra Venezuela. Edgardo Bauza lo convocó como reemplazo de Lionel Messi, que estaba desgarrado, para un encuentro ante Perú en el estadio Nacional de Lima. Jugó hasta los 19 minutos del segundo tiempo, cuando fue sustituido por Ángel Correa. El 11 de octubre de 2016, ya en la segunda ronda, ingresó como sustituto en el partido que Argentina perdió 0-1 ante Paraguay en el estadio Mario Alberto Kempes de Córdoba. No pudo jugar contra Brasil y Colombia debido a una molestia muscular.

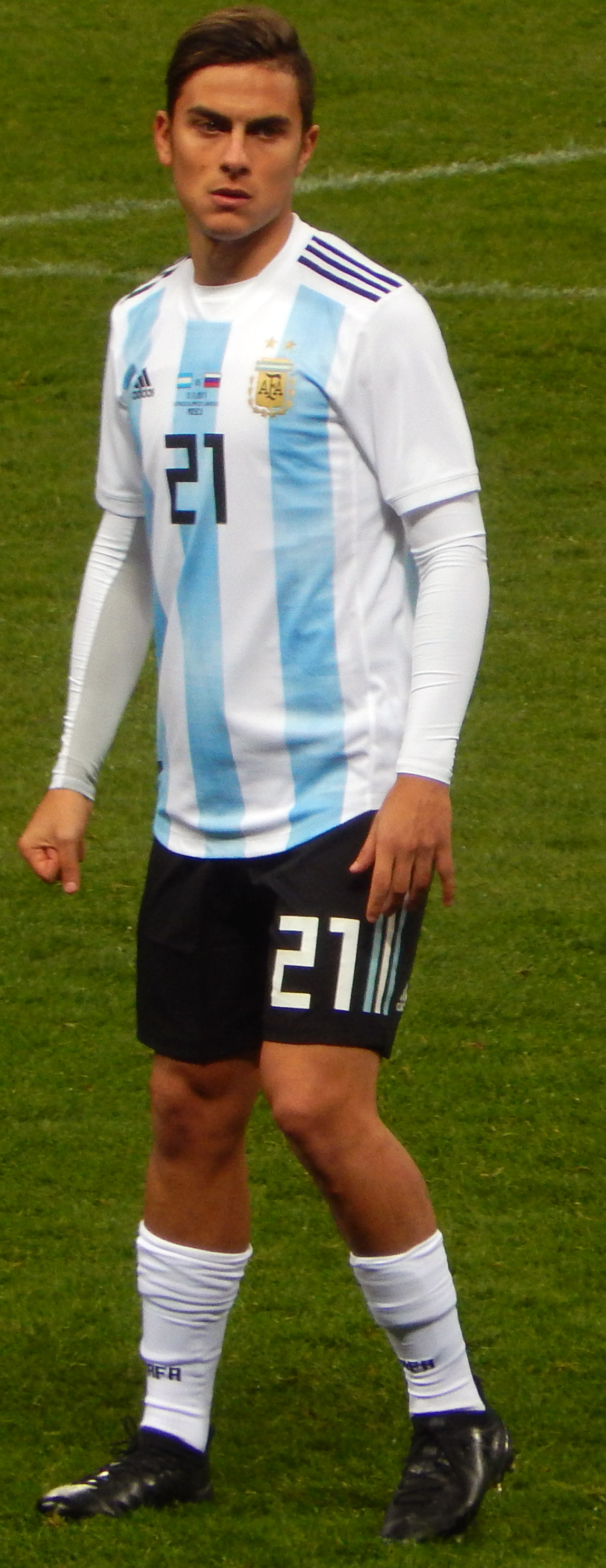
Dybala (21) jugando para la Selección Argentina en el año 2017

En marzo de 2017, no fue citado para un cotejo con Chile porque nuevamente se encontraba lesionado. En el siguiente partido, contra Bolivia, estuvo en el banco de suplentes, pero no jugó. Participó en los encuentros como visitante frente a Uruguay el 31 de agosto, y como local ante Venezuela el 5 de septiembre, pero no jugó contra Perú el 5 de octubre. Ese mismo año, Dybala también jugó cuatro partidos amistosos: en junio, contra Brasil en Melbourne y ante Singapur en el Estadio Nacional de Singapur, y en noviembre frente a Rusia en el Estadio Luzhniki y Nigeria en el Estadio Krasnodar.
Si bien no sería tenido en cuenta para la fecha FIFA de marzo, el 21 de mayo de 2018, el seleccionador Jorge Sampaoli decidió incluir a Dybala en la lista de los veintitrés jugadores que disputarían la Copa Mundial de Fútbol celebrada en Rusia entre junio y julio, lo que significó la primera participación en un Mundial para el jugador. Pese a esta convocatoria, Paulo fue mayormente relegado al banco de suplentes; ingresó como sustituto (por el mediocampista Enzo Pérez) solo en el segundo encuentro de la selección por el Grupo D ante Croacia, donde estuvo en cancha 22 minutos.
Recibiría una nueva citación a la selección nacional en septiembre para los amistosos ante Guatemala y Colombia, en esta ocasión por Lionel Scaloni, quien había asumido el cargo de entrenador en condición de interino luego de la salida de Jorge Sampaoli (en mutuo acuerdo con AFA). Scaloni iniciaría un proceso de recambio generacional en el plantel con miras a la próxima Copa del Mundo, y tendría en cuenta a Dybala para el mismo como uno de sus referentes debido a sus capacidades como jugador, así como su buen presente en Juventus. Se perfilaba para ser titular en el partido ante el combinado centroamericano, aunque una molesta le impediría participar de ese encuentro. Sin embargo, lograría sumar algunos minutos en el cotejo contra los cafeteros, ingresando desde el banco a los 54 minutos del complemento por Exequiel Palacios, donde cumplió una actuación regular pero no logró destacarse.
En la gira de octubre por Arabia Saudita, Dybala participó de otros dos partidos por fecha FIFA ante Irak y Brasil, en ambos desde el arranque como titular. «La Joya» redondeó una buena actuación en el triunfo por 4-0 ante los orientales, donde pese a no convertir logró brindar una asistencia a Roberto Pereyra para el segundo tanto argentino, aunque tuvo altibajos en el clásico ante la canarinha, donde salió reemplazado por Lautaro Martínez a los 58'.
Fue nuevamente convocado para la última tanda de amistosos en noviembre contra México. Allí fue una pieza clave para las victorias de su equipo: en el primero jugó como titular y asistió con un tiro libre de gran precisión a Ramiro Funes Mori para que abriera el marcador, mientras que en el segundo anotó su primer gol internacional con la camiseta albiceleste, sellando el resultado por 2-0 a los 87'.
Su nombre estuvo presente en la primera citación al conjunto nacional de 2019, cuando en el mes de marzo Lionel Scaloni lo volvió a incluir entre sus citados para los partidos de preparación con miras a la Copa América de ese año ante Venezuela y Marruecos. No participó de la derrota 1 a 3 contra la vinotinto, aunque fue titular desde el arranque en el encuentro ante los africanos, donde conformó la delantera de la albiceleste junto a Lautaro Martínez y Rodrigo de Paul; su bajo rendimiento causaría su sustitución a los 80 minutos por Giovani Lo Celso.

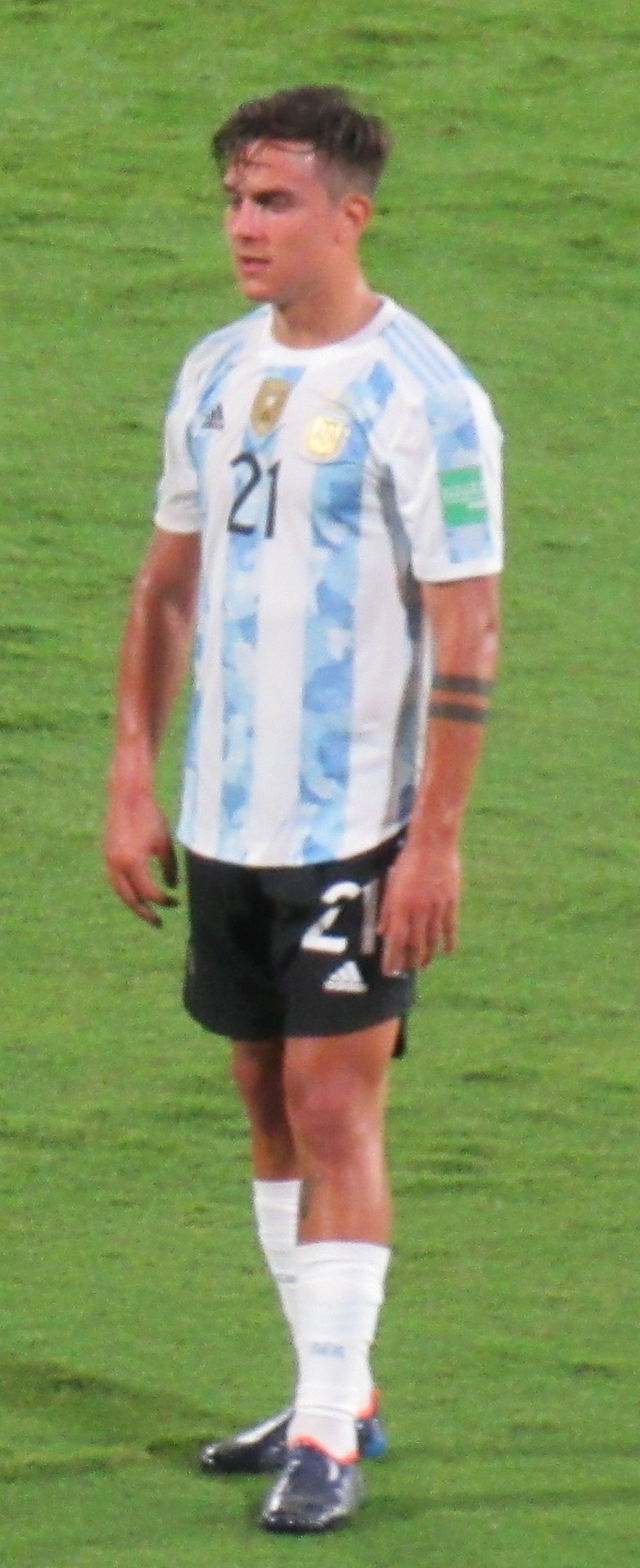
Dybala (21) jugando con la Selección Argentina en el año 2022.

El 15 de mayo de 2019, Dybala fue incluido en la lista de 40 preconvocados a la Copa América 2019. En los días posteriores, la prensa argentina especuló mucho respecto a su citación, incluso llegando a afirmar que el jugador estaría prácticamente descartado de la delegación, aunque finalmente su presencia fue confirmada el 21 de mayo, cuando su nombre logró pasar el corte de 23 jugadores que irán en representación del conjunto nacional. En dicha copa América disputada en Brasil, tuvo buenas actuaciones ingresando desde el banco de suplentes, y siendo titular y marcando un gol en el partido contra Chile por el tercer puesto, que resultó en Victoria para el conjunto albiceleste por 2 a 1.
En 2022 volvió a ser convocado a la selección nacional, esta vez, para disputar la final de la Copa de Campeones Conmebol-UEFA frente a Italia en el Estadio de Wembley. Paulo ingresó en el complemento del partido y logró marcar el 3:0 final, este también, fue su primer título con el seleccionado Argentino
.
Fue seleccionado en la primera lista para integrar la plantilla de la Copa Mundial de Fútbol de 2022, Dybala disputó los últimos minutos del partido de las semifinales ante Croacia y en la final contra Francia que jugaría 5 minutos del tiempo extra, más el añadido que serían 5 minutos más. En esta final fue clave, cortando una jugada de Kylian Mbappé. En la tanda de penales, Paulo decide cobrar el segundo penal, este lo decidiría patear al centro ya que el portero de la selección de Argentina (Emiliano Martínez) le dijo que lo tirase ahí, convirtiendo el 2-1 parcial. Argentina ganaría la tanda 4-2, coronando a la Albiceleste campeona del mundo después de 36 años.
En mayo de 2024, Dybala perdió sorpresivamente la convocación consecutiva que venía teniendo cuando Lionel Scaloni no lo seleccionó en la lista de los 29 jugadores que viajarían a los últimos amistosos antes de la Copa América 2024.

### Participaciones en Copas del Mundo
| Mundial           | Sede  | Resultado        | Partidos | Goles |
| ----------------- | ----- | ---------------- | -------- | ----- |
| Copa Mundial 2018 | Rusia | Octavos de final | 1        | 0     |
| Copa Mundial 2022 | Catar | Campeón          | 2        | 0     |

#### Participaciones en Copas América
| Torneo            | Sede   | Resultado    | Partidos | Goles |
| ----------------- | ------ | ------------ | -------- | ----- |
| Copa América 2019 | Brasil | Tercer lugar | 3        | 1     |

#### Participaciones en Copa de Campeones Conmebol-UEFA
| Torneo                               | Sede    | Resultado | Partidos | Goles |
| ------------------------------------ | ------- | --------- | -------- | ----- |
| Copa de Campeones Conmebol-UEFA 2022 | Londres | Campeón   | 1        | 1     |

#### Goles internacionales
| # | Fecha                   | Lugar                                       | Rival  | Gol   | Resultado | Competición                          |
| - | ----------------------- | ------------------------------------------- | ------ | ----- | --------- | ------------------------------------ |
| 2 | 6 de julio de 2019      | Arena Corinthians, Sao Paulo, Brasil        | Chile  | 0 - 2 | 1 - 2     | Copa América 2019                    |
| 3 | 1 de junio de 2022      | Estadio de Wembley, Londres, Inglaterra     | Italia | 0 - 3 | 0 - 3     | Copa de Campeones Conmebol-UEFA 2022 |
| 4 | 5 de septiembre de 2024 | Estadio Monumental, Buenos Aires, Argentina | Chile  | 3 - 0 | 3 - 0     | Clasificatorias Norteamérica 2026    |

## Vida personal
Paulo Dybala nació el 15 de noviembre de 1993 en la localidad cordobesa de Laguna Larga. Es hijo de Alicia Suárez y Adolfo Dybala y tiene dos hermanos mayores, Gustavo y Mariano. Su padre murió en 2008. Administraba un local de quiniela llamado "La favorita" y había sido jugador del C. A. B Newell's Old Boys, pero no llegó a destacarse. Dybala tiene ascendencia polaca e italiana: su abuelo paterno, Bolesław, era originario del pueblo de Kraśniów y su abuela materna de la provincia de Nápoles. Por esta razón, en 2012, el jugador adquirió la ciudadanía italiana.
Desde 2018, tiene una relación con la actriz, cantante y modelo argentina Oriana Sabatini. Anunciaron su compromiso el 31 de octubre de 2023. Se casaron el 20 de julio de 2024.
Según Eduardo Coirini, vecino de la familia, Dybala se destacaba en fútbol ya desde muy pequeño: "Me acuerdo que cuando era pibito, tenía dos o tres años, le decíamos curita, porque la camiseta de fútbol le quedaba tan grande que le daba a las rodillas. Paulito parecía que tenía una sotana. Era un piojito, así y todo gambeteaba a todos. Era un infierno. Todos sabíamos que iba a llegar. Tenía pinta de crack".
El apodo por el que se lo conoce, «La Joya», se lo puso en 2011 un periodista del diario La Mañana de Córdoba, quien tituló "La joya que tienta" una nota sobre el jugador y siguió usando esa palabra en artículos sucesivos. A partir de entonces, los seguidores de Instituto de Córdoba comenzaron a difundir el sobrenombre, sobre todo en redes sociales.
A mediados de 2014, el diario portugués A Bola publicó que el Benfica estaría interesado en comprar al jugador por doce millones de euros. Sin embargo, el presidente del Palermo, Maurizio Zamparini, un mes antes había tasado a Dybala en 30 millones de euros en un futuro.
Entre sus referentes futbolísticos Dybala ha mencionado a Juan Román Riquelme, Ronaldinho y David Trezeguet.

## Estadísticas

### Clubes
Actualizado al último partido disputado el 16 de marzo de 2025.
| Club                         | Div.          | Temporada     | Liga  | Liga  | Liga   | Copas nacionales | Copas nacionales | Copas nacionales | Copas internacionales | Copas internacionales | Copas internacionales | Total | Total | Total  |
| Club                         | Div.          | Temporada     | Part. | Goles | Asist. | Part.            | Goles            | Asist.           | Part.                 | Goles                 | Asist.                | Part. | Goles | Asist. |
| ---------------------------- | ------------- | ------------- | ----- | ----- | ------ | ---------------- | ---------------- | ---------------- | --------------------- | --------------------- | --------------------- | ----- | ----- | ------ |
| Instituto A. C. C. Argentina | 2.ª           | 2011-12       | 40    | 17    | 0      | 0                | 0                | 0                | —                     | —                     | —                     | 40    | 17    | 0      |
| Instituto A. C. C. Argentina | Total club    | Total club    | 40    | 17    | 0      | 0                | 0                | 0                | 0                     | 0                     | 0                     | 40    | 17    | 0      |
| U. S. Palermo · Italia       | 1.ª           | 2012-13       | 28    | 3     | 0      | 1                | 0                | 0                | —                     | —                     | —                     | 28    | 3     | 0      |
| U. S. Palermo · Italia       | 2.ª           | 2013-14       | 28    | 5     | 6      | 2                | 0                | 0                | —                     | —                     | —                     | 30    | 5     | 6      |
| U. S. Palermo · Italia       | 1.ª           | 2014-15       | 34    | 13    | 10     | 1                | 0                | 0                | —                     | —                     | —                     | 35    | 13    | 10     |
| U. S. Palermo · Italia       | Total club    | Total club    | 89    | 21    | 16     | 4                | 0                | 0                | 0                     | 0                     | 0                     | 93    | 21    | 16     |
| Juventus de Turín · Italia   | 1.ª           | 2015-16       | 34    | 19    | 9      | 5                | 3                | 0                | 7                     | 1                     | 0                     | 46    | 23    | 9      |
| Juventus de Turín · Italia   | 1.ª           | 2016-17       | 31    | 11    | 8      | 6                | 4                | 1                | 11                    | 4                     | 0                     | 48    | 19    | 9      |
| Juventus de Turín · Italia   | 1.ª           | 2017-18       | 33    | 22    | 5      | 5                | 3                | 2                | 8                     | 1                     | 0                     | 46    | 26    | 7      |
| Juventus de Turín · Italia   | 1.ª           | 2018-19       | 30    | 5     | 3      | 3                | 0                | 0                | 9                     | 5                     | 0                     | 42    | 10    | 3      |
| Juventus de Turín · Italia   | 1.ª           | 2019-20       | 33    | 11    | 11     | 5                | 3                | 1                | 8                     | 3                     | 3                     | 46    | 17    | 15     |
| Juventus de Turín · Italia   | 1.ª           | 2020-21       | 20    | 4     | 3      | 1                | 0                | 0                | 5                     | 1                     | 0                     | 26    | 5     | 3      |
| Juventus de Turín · Italia   | 1.ª           | 2021-22       | 29    | 10    | 6      | 5                | 2                | 0                | 5                     | 3                     | 1                     | 39    | 15    | 7      |
| Juventus de Turín · Italia   | Total club    | Total club    | 210   | 82    | 45     | 30               | 15               | 4                | 53                    | 18                    | 4                     | 293   | 115   | 53     |
| A. S. Roma · Italia          | 1.ª           | 2022-23       | 25    | 12    | 6      | 2                | 1                | 0                | 11                    | 5                     | 1                     | 38    | 18    | 8      |
| A. S. Roma · Italia          | 1.ª           | 2023-24       | 28    | 13    | 9      | 2                | 1                | 0                | 9                     | 2                     | 1                     | 39    | 16    | 10     |
| A. S. Roma · Italia          | 1.ª           | 2024-25       | 31    | 7     | 5      | 2                | 0                | 0                | 15                    | 4                     | 1                     | 48    | 11    | 6      |
| A. S. Roma · Italia          | Total club    | Total club    | 79    | 32    | 21     | 6                | 2                | 0                | 35                    | 11                    | 2                     | 125   | 45    | 24     |
| Total carrera                | Total carrera | Total carrera | 423   | 152   | 81     | 40               | 18               | 4                | 87                    | 29                    | 6                     | 551   | 198   | 92     |

### Selección nacional
Actualizado al último partido jugado el 5 de septiembre de 2024.
| Selección | Año | Amistosos | Amistosos | Amistosos | Copa América | Copa América | Copa América | Eliminatorias | Eliminatorias | Eliminatorias | Mundial | Mundial | Mundial | Copa de Campeones Conmebol-UEFA | Copa de Campeones Conmebol-UEFA | Copa de Campeones Conmebol-UEFA | Total | Total | Total  |
| Selección | Año | Part.     | Goles     | Asist.    | Part.        | Goles        | Asist.       | Part.         | Goles         | Asist.        | Part.   | Goles   | Asist.  | Part.                           | Goles                           | Asist.                          | Part. | Goles | Asist. |
| --------- | --- | --------- | --------- | --------- | ------------ | ------------ | ------------ | ------------- | ------------- | ------------- | ------- | ------- | ------- | ------------------------------- | ------------------------------- | ------------------------------- | ----- | ----- | ------ |
| Argentina | Año |           |           |           |              |              |              |               |               |               |         |         |         |                                 |                                 |                                 |       |       |        |
| 2015      | —   | —         | —         | —         | —            | —            | 3            | 0             | 0             | —             | —       | —       | —       | —                               | —                               | 3                               | 0     | 0     |        |
| 2016      | —   | —         | —         | —         | —            | —            | 3            | 0             | 0             | —             | —       | —       | —       | —                               | —                               | 3                               | 0     | 0     |        |
| 2017      | 4   | 0         | 1         | —         | —            | —            | 2            | 0             | 0             | —             | —       | —       | —       | —                               | —                               | 6                               | 0     | 1     |        |
| 2018      | 5   | 1         | 2         | —         | —            | —            | —            | —             | —             | 1             | 0       | 0       | —       | —                               | —                               | 6                               | 1     | 2     |        |
| 2019      | 7   | 0         | 1         | 4         | 1            | 1            | —            | —             | —             | —             | —       | —       | —       | —                               | —                               | 11                              | 1     | 2     |        |
| 2021      | —   | —         | —         | —         | —            | —            | 2            | 0             | 1             | —             | —       | —       | —       | —                               | —                               | 2                               | 0     | 1     |        |
| 2022      | 1   | 0         | 0         | —         | —            | —            | 1            | 0             | 0             | 2             | 0       | 0       | 1       | 1                               | 0                               | 5                               | 1     | 0     |        |
| 2023      | 2   | 0         | 1         | —         | —            | —            | —            | —             | —             | —             | —       | —       | —       | —                               | —                               | 2                               | 0     | 1     |        |
| 2024      | —   | —         | —         | —         | —            | —            | 2            | 1             | 0             | —             | —       | —       | —       | —                               | —                               | 2                               | 1     | 0     |        |
| Total     | 19  | 1         | 5         | 4         | 1            | 1            | 13           | 1             | 1             | 3             | 0       | 0       | 1       | 1                               | 0                               | 40                              | 4     | 7     |        |

## Récords

### Instituto
- Único jugador de Instituto de Córdoba en anotar dos tripletas en una misma temporada por torneos de AFA.
- Único jugador de Instituto en anotar consecutivamente en seis partidos.
- Goleador más joven de Instituto en torneos oficiales de AFA con diecisiete años, superando la marca de Mario Kempes en 1972, con dieciocho.
- Acreedor del milésimo gol de Instituto en la categoría Primera B Nacional.

## Palmarés

### Campeonatos nacionales
| Título              | Equipo            | País   | Año     |
| ------------------- | ----------------- | ------ | ------- |
| Serie B             | U. S. Palermo     | Italia | 2013-14 |
| Supercopa de Italia | Juventus de Turín | Italia | 2015    |
| Serie A             | Juventus de Turín | Italia | 2015-16 |
| Copa Italia         | Juventus de Turín | Italia | 2015-16 |
| Copa Italia         | Juventus de Turín | Italia | 2016-17 |
| Serie A             | Juventus de Turín | Italia | 2016-17 |
| Copa Italia         | Juventus de Turín | Italia | 2017-18 |
| Serie A             | Juventus de Turín | Italia | 2017-18 |
| Supercopa de Italia | Juventus de Turín | Italia | 2018    |
| Serie A             | Juventus de Turín | Italia | 2018-19 |
| Serie A             | Juventus de Turín | Italia | 2019-20 |
| Supercopa de Italia | Juventus de Turín | Italia | 2020    |
| Copa Italia         | Juventus de Turín | Italia | 2020-21 |

### Campeonatos internacionales
| Título                          | Equipo                 | Sede    | Año  |
| ------------------------------- | ---------------------- | ------- | ---- |
| Copa de Campeones Conmebol-UEFA | Selección de Argentina | Londres | 2022 |
| Copa Mundial de la FIFA         | Selección de Argentina | Catar   | 2022 |

### Distinciones individuales
| Distinción                                                          | Año            |
| ------------------------------------------------------------------- | -------------- |
| Título de Glorias de Instituto de Córdoba                           | 1998 2002 2005 |
| Incluido en el Once Ideal de la Serie A por La Gazzetta dello Sport | 2014           |
| Máximo asistente de la Serie A                                      | 2015           |
| Equipo del Año en la Serie A                                        | 2015/16        |
| Equipo del Año en la Serie A                                        | 2016/17        |
| 15° Posición en el Balón de Oro                                     | 2017           |
| Equipo del Año en la Serie A                                        | 2017/18        |
| Equipo del Año en la Serie A                                        | 2019/20        |
| MVP del año en la Serie A                                           | 2020           |
| Equipo del Año de la UEFA Europa League                             | 2023           |
| Jugador del mes de noviembre de la Serie A                          | 2023           |
| Jugador del mes de febrero de la Serie A                            | 2024           |
| Jugador del mes de abril de la Serie A                              | 2024           |
| Jugador del mes de diciembre de la Serie A                          | 2024           |